# Der Malik
Der Malik ist ein avantgardistischer Briefroman von Else Lasker-Schüler, der – 1913 und 1917 geschrieben und von der Autorin eigenhändig illustriert – 1919 bei Paul Cassirer in Berlin erschien.
Der Roman handelt vom Tod eines Liebesbriefe schreibenden, sehr phantasiebegabten Zwitterwesens und seines männlichen, schweigenden Empfängers. Else Lasker-Schüler schrieb ihn, um den Tod des 1914 in das deutsche Heer eingezogenen und Anfang 1916 nach einem Granatdoppelschuss vor Verdun gefallenen Malers Franz Marc zu verwinden.

## Überblick
Malik, einer der 99 Namen Allahs, bedeutet König.
Der 1913 verfasste erste Teil des Malik, bestehend aus 55 Briefen an den lieben blauen Reiter Franz Marc, wurde in der Aktion und dem Brenner zwischen 1913 und 1915 vorabgedruckt. Nach dem Kriegstod Franz Marcs wird in dem ab 1917 verfassten zweiten Teil Die Krönungsrede die Briefform notgedrungen weitgehend aufgegeben und über den Malik erzählt.
Die Briefschreiberin nennt ihren „geliebten Halbbruder“ „Ruben aus der Bibel“. oder Ruben Marc von Cana Auch wenn sie sich im selben Atemzug Joseph nennt und gleich noch Malik, König von Theben und Prinz Jussuf dazu (weiter hinten genauer: Abigail Jussuf Basileus oder Abigail der Erste von Theben), hat es der Leser leichter, wenn er sich eine Briefschreiberin vorstellt. Denn der Malik hat sich in den Nibelungen König Giselheer verliebt. Mehrmals stolpert der Malik die Thronstufen herab. Einmal fängt ihn Tristan mit seinen starken Soldatenhänden auf. Gleich entbrennt der Gralprinz in Liebe zum Malik. Zudem wird dem Malik die Ehe mit Enver Pascha in Aussicht gestellt. Überdies verweise Abigail auf „Schwester König Davids“.

## Architektur
Hammer schreibt, das fiktive Königreich Theben ist Imaginationsraum der Autorin – auch zur spielerischen Selbststilisierung ihrer Person inklusive ihres Freundeskreises.
Der Bauplan dieser Phantasmagorie fußt auf mindestens drei Ebenen – erstens der Autorin „Gegenwart“, also die Zeit um den Ersten Weltkrieg, zweitens die alttestamentliche Zeit und drittens der Rest. In letztere Zeitebene fallen zum Beispiel das beginnende 13. Jahrhundert (Giselheer), das 18. (Friedemann Bach) und 19. (Caspar Hauser, Der grüne Heinrich) Jahrhundert.
Aber eigentlich kommt erwähnenswerte Handlung zu „Kanazeiten“ vor, wobei der Weltkrieg ohne Bedenken hereingeholt wird.

## Inhalt
Der Malik Jussuf, wie sich die Briefschreiberin Else Lasker-Schüler tituliert, sendet Liebesbriefe an seinen/ihren mit Mareia verheirateten Halbbruder Ruben, alias blauer Reiter Marc oder blauer Franz genannt. Mareia heißt nebenher eine der Städte des Malik. Der Herrscher ernennt Daniel Jesus Paul zu seinem Statthalter und macht ihn später zum Vizekaiser. Hin- und hergerissen will der Malik vorwärtsstürmen, will die Zeitschrift „Die wilden Juden“ gründen, hat zwar Angst vor der Zukunft und wartet doch auf das Siegeslied „Heil Dir im Siegerkranz“. Allerdings kommt ihm dann – „Ich hatt' einen Kameraden“ in den Sinn. Trotzdem zieht Prinz Jussuf in den Krieg und kehrt als Kaiser Abigail Jussuf heim. An der Macht kann ihm nicht viel liegen. An einem Tag im Jahr lässt er sich und sein Reich von seinem „treuen Neger Oßman“ regieren.
Ruben fällt in den Reihen der Arier im Kampf gegen die Romanen. Der Malik bestattet den teuren Halbbruder „im Königsgewölbe bei Theben“. Giselheer wendet sich vom Malik ab. Die Untertanen begehren auf, dringen in den Thronraum ein und erstechen nicht den Malik, sondern versehentlich einen seiner Lieblingshäuptlinge. Der Malik verlernt sein Lächeln, fällt in Apathie und tappt in eine Falle seiner abtrünnigen Häuptlinge. Beschämt erhängt sich der Malik. Den Thron besteigt sein Bruder Bulus Andromeid Alicibiad der Schöne.

## Erster Weltkrieg
Else Lasker-Schüler setzt sich mit dem „abendländischen Krieg“, wie sie den Ersten Weltkrieg nennt, auseinander. Einer der Textbelege für diese Behauptung sei zitiert: „Den Kaiser verlangte es nur nach Ruben [alias Fürst Marc von Cana alias Franz Marc],..., der aber war... in die Schlacht gezogen mit den Ariern gegen die Romanen und Slawen und Britten.“ Der Kaiser, also der untröstliche, von Ruben verlassene Malik Abigail Jussuf von Theben, hinter dem sich Else Lasker-Schüler unzureichend versteckt, will zunächst „in der vordersten Reihe kämpfen“, gilt als gefürchteter Bumerangwerfer, erweist sich aber letztendlich, im Gegensatz zu seiner teilweise kriegslüsternen Umgebung, als ausgemachter Gegner des Weltkrieges und bleibt „dem blutenden Länderhandel“ fern: „Abigail Jussuf war fest entschlossen, unter keiner Bedingung sich an dieser Menschenschlacht zu beteiligen.“ Was wunder – der Malik hat ein weiches Herz.
Kaiser Wilhelm wird zusammen mit diesem Krieg genannt und er sowie seine ihm Nahestehenden als abscheuliche Ungeheuer dargestellt.

## Identitäten
Hinter den Klarnamen steht wenig oder gar keine Handlung. Zunächst möchte der Leser diese üppige Namensnennung als Staffage abtun: Karl Kraus, Dr. Gottfried Benn, Peter Baum, Albert Ehrenstein – Verfasser des „Tubutsch“, Briefgefährte Wieland Herzfelde, der bewundernswerte „Dichterfürst Richard Dehmel“, Franz Werfel, Daniel Jesus Paul Leppin – König von Böhmen, Ludwig Kainer, Heinrich Campendonk, John Höxter, Egon Adler, Fritz Lederer,, Enver Pascha Carl von Moor, Friedemann Bach und der Grüne Heinrich. Dem widerspricht Sprengel: Der Nibelunge Giselheer ist Gottfried Benn. Und Else Lasker-Schüler gibt in ihrem Essay Kete Parsenow zu: „Die Venus von Siam ist die Kete Parsenow.“
Außerdem ist Prinz Sascha von Moskau Johannes Holzmann alias Senna Hoy und Thronfolger Bulus ist Else Lasker-Schülers Sohn Paul (1899–1927).
Mareia weist auf Prag, weil der Malik in Mareia Paul Leppin als Statthalter eingesetzt hat.
Else Lasker-Schüler bringt Lokalkolorit aus ihrem Geburtsort ein; erzählt knapp vom Tod des Herrn Pitter von Elberfeld und nennt den Jugendfreund Peter Baum. Beide sind identisch. Peter heißt im Wuppertaler Platt Pitter.

## Zitat
- Kaiser Jussuf Abigail I. in seiner Krönungsrede: „...wer nicht gehorchen kann, kann nicht regieren,...“[40]

## Form
Unbekümmert vermengt Else Lasker-Schüler Personen, Orte und Ereignisse über die Jahrhunderte – nein Jahrtausende – zu einem Brei und berlinert „Amalie, was hat man dir gepufft“. Der Leser, auf den Orient eingestimmt, wird auf den Ku’damm und auf den Tauentzien geführt.
Die Person Franz Marc wird ohne Zweifel aufgespalten in die beiden Figuren Ruben (der teure Halbbruder des Malik) und Fürst Marc von Cana. Denn Ruben fällt und wird vom Malik bestattet (siehe oben unter „Inhalt“) und darauf betritt Fürst Marc von Cana wenig später quicklebendig die Bühne des verzwickten Romangeschehens.
Gegen Romanende kommt so etwas wie Handlung auf, doch die Form erscheint summa summarum als zerklüftet. Der Text wimmelt von zeitgeschichtlich gefärbten Aberrationen. Else Lasker-Schüler teilt Rundumschläge aus; bezichtigt zum Beispiel ihren Dichterkollegen Isidor Quartner des Plagiats.
Malik Abigail der Erste von Theben terminisiert islamisch: „Meine Krönungsfeier findet am dritten Muharam... statt“. Als Währung gilt in Theben der Mammuttaler.

## Rezeption
- Nachdem Sprengel den Briefroman Mein Herz und das Peter Hille-Buch kurz besprochen hat, leitet er die knappe Betrachtung des Malik treffend ein: „Das Verwirrspiel kompliziert sich...“[46]
- Bänsch[47] entdeckt streckenweise einen manierierten Ton.
- Sigrid Bauschinger[48] liest den Malik „als persönliches, ästhetisches und politisches Testament“ der Dichterin: „In diesem komplexen Werk“ – diesem „biographischen Brocken“, den die Autorin dem Leser hinwirft – sind Wirklichkeit und Erdichtung auf das Engste verzahnt. Verzweifelt sei der Malik aus Enttäuschung. Erhängt habe er sich nach der letzten Demütigung durch das eigene Gefolge. Bauschinger[49] sieht im Malik einen von der Autorin konstruierten Gegenkaiser zum Kaiser Wilhelm.
- Hammer schreibt: Tino von Bagdad und Prinz Jussuf von Theben waren Selbstinszenierungen Else Lasker-Schülers, die ihr Gottfried Benn als „extravagant“ nachgesehen hat.[50] Das fiktive Königreich Theben sei als Gegenentwurf zum Reich Wilhelm II. zu lesen.[51]
- Die Geschichte Josefs habe die Autorin schon als Kind gern gelesen.[52]
- Maria Marc habe die Briefe Else Lasker-Schülers an ihren Gatten Franz Marc – gelinde gesagt – mit Befremden zur Kenntnis genommen.[53]

### Textausgaben
Erstveröffentlichung
- Der Malik. Eine Kaisergeschichte mit Bildern und Zeichnungen. Mit farbigem Frontispiz „Schloss Ried“ von Franz Marc und zahlreichen Zeichnungen der Autorin, davon vier farbige auf Tafeln. Paul Cassirer, Berlin 1919 (mit gedruckter Widmung „meinem unvergeßlichen Franz Marc dem Blauen Reiter in Ewigkeit“)[A 7]

Andere Ausgaben
- Der Malik. Eine Kaisergeschichte. dtv, München 1986 (mit Genehmigung des Kösel-Verlags), ISBN 3-423-10643-3 (verwendete Ausgabe)

### Sekundärliteratur
- Dieter Bänsch: Else Lasker-Schüler. Zur Kritik eines etablierten Bildes. Diss. Universität Marburg 1969. 271 Seiten
- Else Lasker-Schüler: Der Prinz von Theben und andere Prosa. dtv 10644, München 1986, ISBN 3-423-10644-1.
- Friedhelm Kemp (Hrsg.): Else Lasker-Schüler. Gesammelte Werke in drei Bänden. Band 2. Prosa und Schauspiele. Suhrkamp Frankfurt am Main 1996, ISBN 3-518-40838-0 (Inhaltsverzeichnis)
- Doerte Bischoff: Ausgesetzte Schöpfung. Figuren der Souveränität und Ethik der Differenz in der Prosa Else Lasker-Schülers. (Diss. Uni Tübingen 1999) Max Niemeyer, Tübingen 2002, ISBN 3-484-15095-5.
- Sigrid Bauschinger: Else Lasker-Schüler. Biographie. suhrkamp taschenbuch 3777, Suhrkamp Taschenbuch Verlag, Frankfurt am Main 2006 (Lizenzgeber: Wallstein, Göttingen 2004), ISBN 3-518-45777-2.
- Almuth Hammer: Vergessen in der jüdischen Tradition. S. 141 in: Günter Butzer (Hrsg.), Manuela Günter (Hrsg.): Kulturelles Vergessen. Medien – Rituale – Orte. Vandenhoeck & Ruprecht, Göttingen 2004, ISBN 3-525-35580-7.
- Peter Sprengel: Geschichte der deutschsprachigen Literatur 1900–1918. Von der Jahrhundertwende bis zum Ende des Ersten Weltkriegs. C. H. Beck, München 2004, ISBN 3-406-52178-9.
- Kerstin Decker: Mein Herz – Niemandem. Das Leben der Else Lasker-Schüler. Propyläen, Berlin 2009, ISBN 978-3-549-07355-1.